# Joris Note
Joris Ludovicus Maria Note (Borgerhout, Antwerpen, 4 november 1949) is een Vlaams schrijver. Naast een groot aantal essays en literaire kritieken in kranten en tijdschriften schreef hij verschillende romans en verhalenbundels.
Note volgde een studie Germaanse filologie aan de Katholieke Universiteit Leuven en promoveerde in 1971. Later was hij werkzaam als wetenschappelijk medewerker Algemene Literatuurwetenschap en als docent Nederlands. Hij verzorgde kritieken en essays voor literaire tijdschriften en kranten (onder meer voor de Standaard der Letteren en De Morgen) en was verschillende jaren actief als redacteur van het literair tijdschrift Heibel.
Zijn debuutroman De tinnen soldaat verscheen in 1992. In 1995 volgde Het uur van ongehoorzaamheid, een verhalenbundel met een vijftal gerelateerde verhalen over jeugdherinneringen van de hoofdpersoon. Kindergezang, opnieuw een verhalenbundel, verscheen in 1999 en werd genomineerd voor de AKO-Literatuurprijs en bekroond met de NCR Literair Prijs en de August Beernaertprijs. In 2002 verscheen Timmerwerk, een biografische roman waarin Note het leven van zijn vader beschrijft. 
Hoe ik mijn horloge stuksloeg verscheen in het voorjaar van 2006. Ook deze literaire roman werd genomineerd voor de AKO-literatuurprijs. In 2009 publiceerde Note de psychologische roman Tegen het einde.